# ماكسيم فولكوف
ماكسيم فولكوف (بالروسية: Волков, Максим Сергеевич)‏ (17 يوليو 1987 بفولغوغراد في روسيا - ) هو لاعب كرة قدم روسي في مركز الوسط. لعب مع بالتيكا كالينينغراد ونادي أورال يكاترينبورغ وFC KAMAZ Naberezhnye Chelny ‏ ودينامو بريانسك وFC Lada-Tolyatti ‏ وسوكول ساراتوف ‏ وFC Volgar Astrakhan ‏ وأفانجارد كورسك وأولمبيا فولغوغراد ‏.

## وصلات خارجية
- ماكسيم فولكوف على موقع قاعدة بيانات كرة القدم.إي يو (الإنجليزية)